# Mutějovice (stacja kolejowa)
Mutějovice – stacja kolejowa w miejscowości Mutějovice, w kraju środkowoczeskim, w Czechach. Znajduje się na wysokości 450 m n.p.m.
Na stacji nie ma możliwości zakupu biletów, a obsługa podróżnych odbywa się w pociągu. 

## Linie kolejowe
- 126 Most - Louny - Rakovník